# Hluboký rybník (Michnovka)
Hluboký rybník o rozloze vodní plochy 1,1 ha se nalézá asi 1,5 km severozápadně od vesnice Michnovka v okrese Hradec Králové u polní cesty vedoucí od silnice  III. třídy č. 32313 do obce Obědovice. 
Jedná se o nebeský rybník bez vlastního přítoku závislý především na zimních srážkách. Rybník je evidován jako významný krajinný prvek a je využíván pro chov ryb.

## Galerie

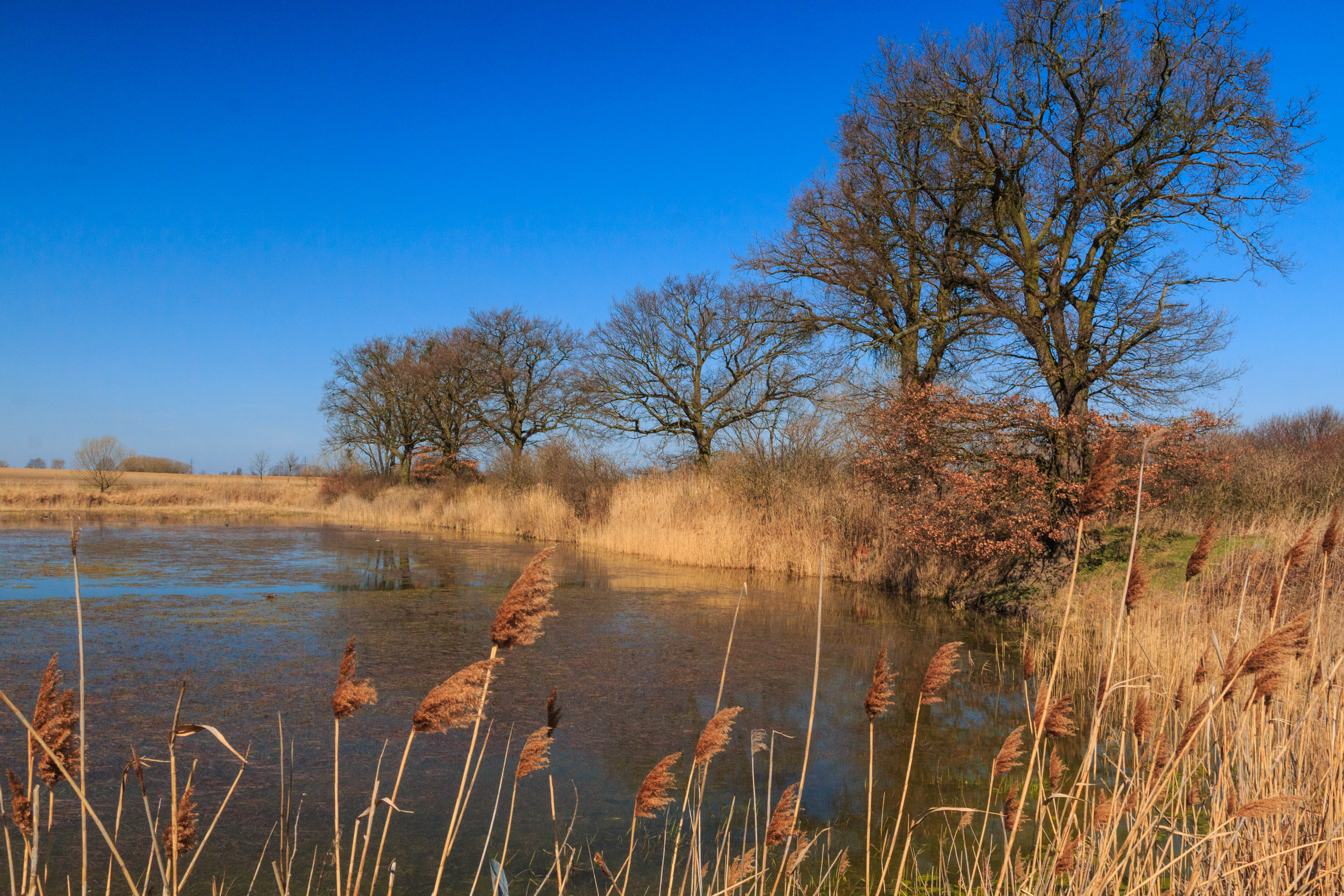
pohledy na Hluboký rybník u Michnovky
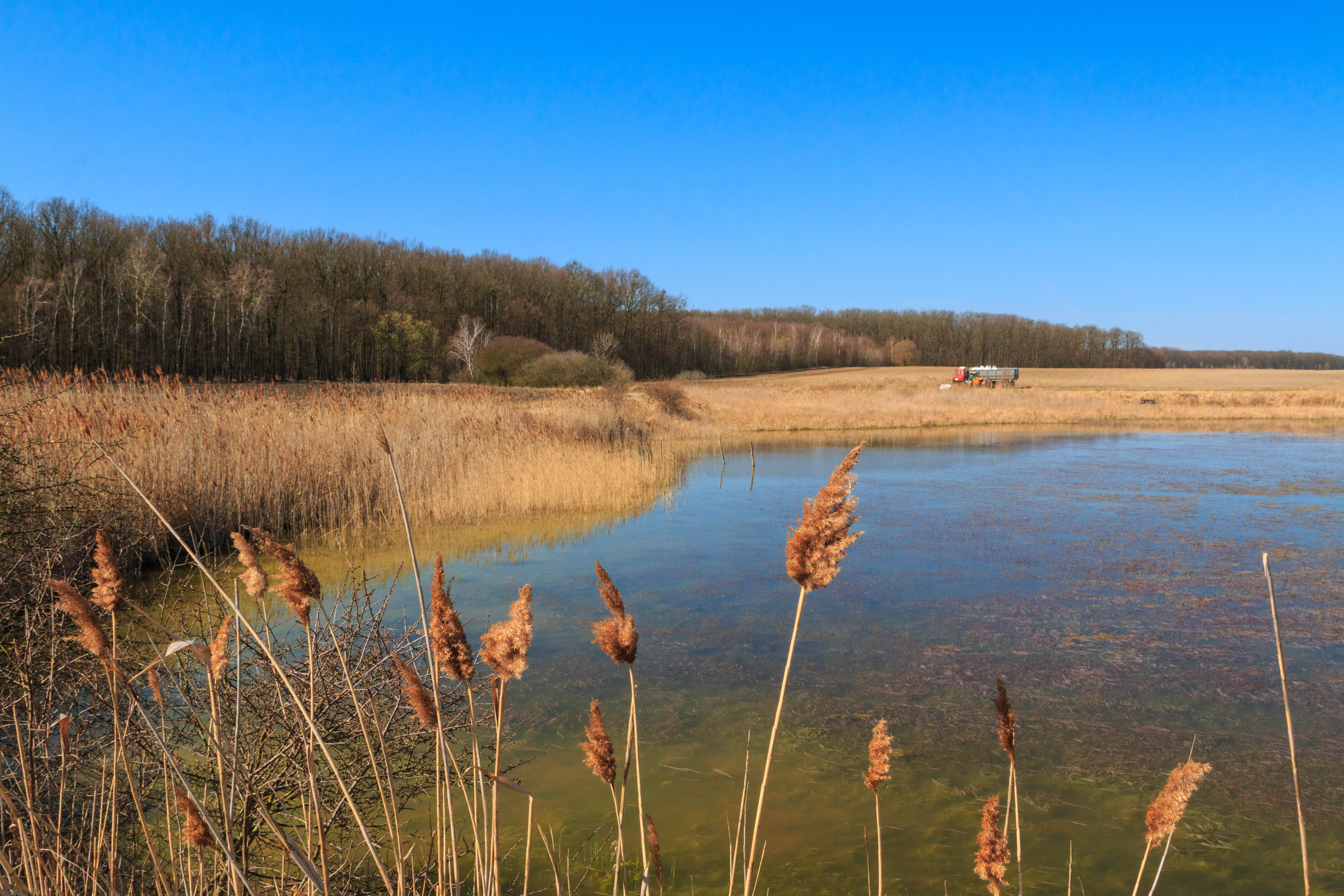
pohledy na Hluboký rybník u Michnovky
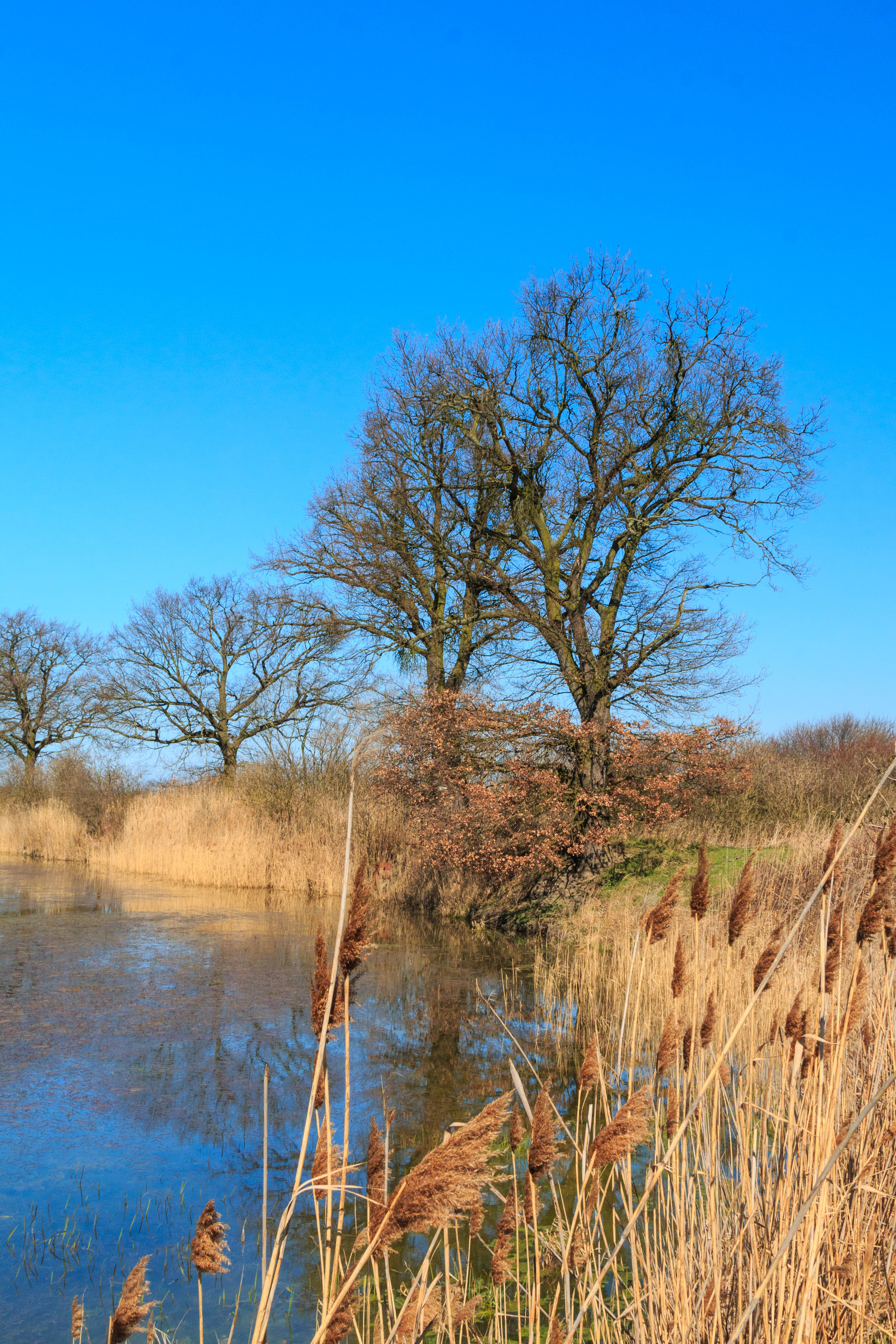
pohledy na Hluboký rybník u Michnovky
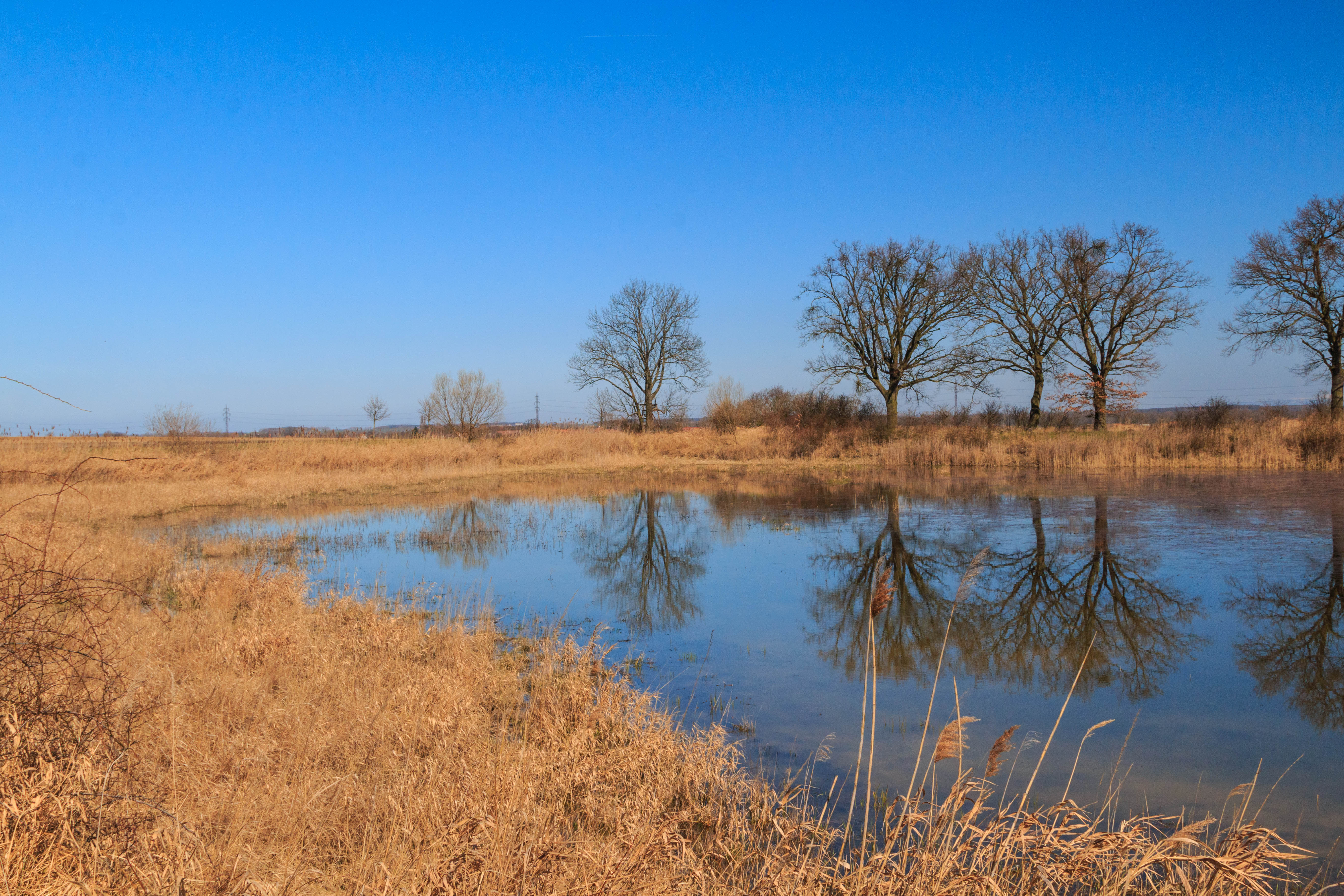
pohledy na Hluboký rybník u Michnovky